# Ельсіо Роберто Аліск
Ельсіо Роберто Аліск (порт.-браз. Hélcio Roberto Alisk; нар. 3 серпня 1969, Куритиба, Парана, Бразилія) — бразильський футболіст українського походження, півзахисник.

## Клубна кар'єра
Футбольну кар'єру розочав у «Гуарані». 1990 року перейшов до «Корітіби». З 1994 року захищав кольори «Парани». Також виступав в оренді за «Віторію», «Матоненсе» та «Ріо-Бранку». У 2002 році став гравцем «Атлетіку Мінейру». У 2004 році захищав кольори «Спорт Ресіфі». Футбольну кар'єру завершив у клубах «Уніау Сан-Жуан» та «Віла-Нова».
Завершив футбольну кар'єру 2005 року, після чого працює футбольним агентом ФІФА/КБФ.

## Досягнення
- Ліга Паранаенсе
  -  Чемпіон (3): 1994, 1995, 1996

- Ліга Баїяно
  -  Чемпіон (1): 1997

- Кубок Нордесте
  -  Володар (1): 1997